# Eudasypeltis loebli
Eudasypeltis loebli är en mångfotingart som beskrevs av Sergei I. Golovatch 1995. Eudasypeltis loebli ingår i släktet Eudasypeltis och familjen orangeridubbelfotingar. Inga underarter finns listade i Catalogue of Life.